# Edoardo Gori
Edoardo Gori, detto Ugo (Borgo San Lorenzo, 5 marzo 1990), è un ex rugbista a 15 italiano, internazionale dal 2010 al 2019 con 69 presenze.

## Biografia
Cresciuto fino alla categoria U-16 nel GISPI Prato, passò poi al I Cavalieri con cui debuttò nel Super 10 2009-10.
Nel 2010 fu ingaggiato dal Benetton, all'epoca appena ammesso in Celtic League.
In quello stesso anno a novembre debuttò in nazionale, scendendo in campo per la prima volta a Firenze contro l'Australia sotto la gestione Mallett, CT che lo convocò anche per la successiva Coppa del Mondo 2011 in Nuova Zelanda.
Sotto la gestione Brunel Gori divenne titolare e disputò la Coppa del Mondo 2015 in Inghilterra.
Nel 2019 ebbe le sue ultime esperienze internazionali e si trasferì in seconda divisione francese a Colomiers, città in cui completò anche gli studi universitari in economia dello sport.
Dopo cinque stagioni nel sud-ovest francese, Gori ha annunciato il ritiro dalle competizioni alla fine della stagione 2023-24.